# A csitári hegyek alatt
Az A csitári hegyek alatt új stílusú, alkalmazkodó ritmusú magyar népdal. Kodály Zoltán gyűjtötte Alsócsitárban 1914-ben.
Feldolgozások:
| Szerző          | Mire                         | Mű                                                       | Előadás |
| --------------- | ---------------------------- | -------------------------------------------------------- | ------- |
| Gárdonyi Zoltán | ének, furulya                | A csitári hegyek alatt                                   |         |
| Kodály Zoltán   | daljáték                     | Székely fonó, 14. dal                                    | [ 1 ]   |
| Kodály Zoltán   | ének, zongora                | Magyar népzene énekhangra és zongorára X. füzet, 55. dal | [ 2 ]   |
| Máriássy István | zongora vagy ének és gitár   | Elindultam szép hazámból, 27. kotta                      |         |
| Ludvig József   | ének, zongora, gitárakkordok | A csitári hegyek alatt, 2. oldal                         |         |

A dal egyik változatát Bartók Béla dolgozta fel Húsz magyar népdal című művében. Martosi változatát Manga János közölte 1940-ben.
2020 őszén a Színház- és Filmművészeti Egyetemmel kapcsolatos tüntetéseken a diákok által énekelt egyik dal lett Bródy János szövegével.

## Kotta és dallam
| (1) A csitári hegyek alatt régen leesett a hó. Azt hallottam, kisangyalom, véled esett el a ló. Kitörted a kezedet, mivel ölelsz engemet? Így hát, kedves kisangyalom, nem lehetek a tied.     | (2) Amott látok az ég alatt egy madarat repülni. De szeretnék a rózsámnak egy levelet küldeni. Repülj, madár, ha lehet, vidd el ezt a levelet! Mondd meg az én galambomnak, ne sirasson engemet. |
| (3) Arra alá van egy erdő, jaj de nagyon messze van, kerek erdő közepében két rozmaring bokor van. Egyik hajlik a vállamra, másik a babáméra, így hát kedves kis angyalom, tiéd leszek valaha. | 1) |

## Felvételek
Videók:
- Lantos Borbély Katalin (www.televizio.sk)

Feldolgozás:
- Mága Zoltán. YouTube hegedű